# 田島勝朗
田島 勝朗（たじま かつろう）は、日本のゲームミュージックを手がける作曲家・編曲家・サウンドクリエイター。バンダイナムコスタジオ所属。

## 携わった作品
- スプラッターハウス
- ファイネストアワー
- ビタミーナ王国物語
- ワールドスタジアムEX
- スターイクシオン
- 風のクロノア2 〜世界が望んだ忘れもの〜
- エースコンバット04 シャッタードスカイ
- エースコンバット5 ジ・アンサング・ウォー[1]
- 鉄拳5[2]
- ドンキーコンガ3 食べ放題!春もぎたて50曲♪
- みんな大好き塊魂[3]
- デッドストームパイレーツ
- 太鼓の達人
- THE IDOLM@STER 2
- マリオカート アーケードグランプリDX
- 大乱闘スマッシュブラザーズ for Nintendo 3DS / Wii U

※作曲が一部のみの作品も含む